# Тадеуш Пйотровський (соціолог)
Тадеуш Пйотровський (пол. Tadeusz Piotrowski, англ. Thaddeus Piotrowski, нар. 10 лютого 1940, Рисв'янка) — американський історик і соціолог, професор соціології на кафедрі соціальних наук університету Нью-Гемпшира в Манчестері.

## Навчання
Тадеуш Пйотровський народився 10 лютого 1940 року в містечку Рисв'янка на Волині (нині Рівненська область). В 1943 році з батьками він покинув територію, рятуючись від переслідувань, та емігрував до США.
Закінчив університет Святого Франциска в Лоретто в 1963 році (ступінь бакалавра). Ступені магістра та доктора філософії із соціології Т. Пйотровський отримав в Пенсільванському університеті (відповідно, в 1971 та 1973 роках).

## Наукова діяльність
Т. Пйотровський займається дослідженням соціальної історії Голокосту та антропології. Він автор декількох книг про історію Польщі у Другій світовій війні, спеціалізується на історії польських етнічних меншин. Також Пйотровський написав книги про вторгнення радянських військ до Польщі та обопільні етнічні чистки українського і польського населення на Волині в 1943 році.

## Нагороди
За свої історичні праці професор Т. Пйотровський отримав декілька нагород на відзначення його внеску в розвиток і пропаганду польської культури та історії в США, а також у збереження пам'яті боротьби поляків за незалежність.
- University of New Hampshire Outstanding Associate Professor Award, the Faculty Scholar Award and a three-year Carpenter Professorship Award
- The Cultural Achievement Award from the American Council for Polish Culture
- The Literary Award of the Polish Sociocultural Centre of the Polish Library in London
- The Gold Medal Award of the American Institute of Polish Culture in Florida
- The Interpreter of Perennial Wisdom Award from the Monuments Conservancy of New York
- Certificate of Merit from the Warsaw-based Association of Combat Veterans and Former Political Prisoners of the Republic of Poland